# Tractor tug

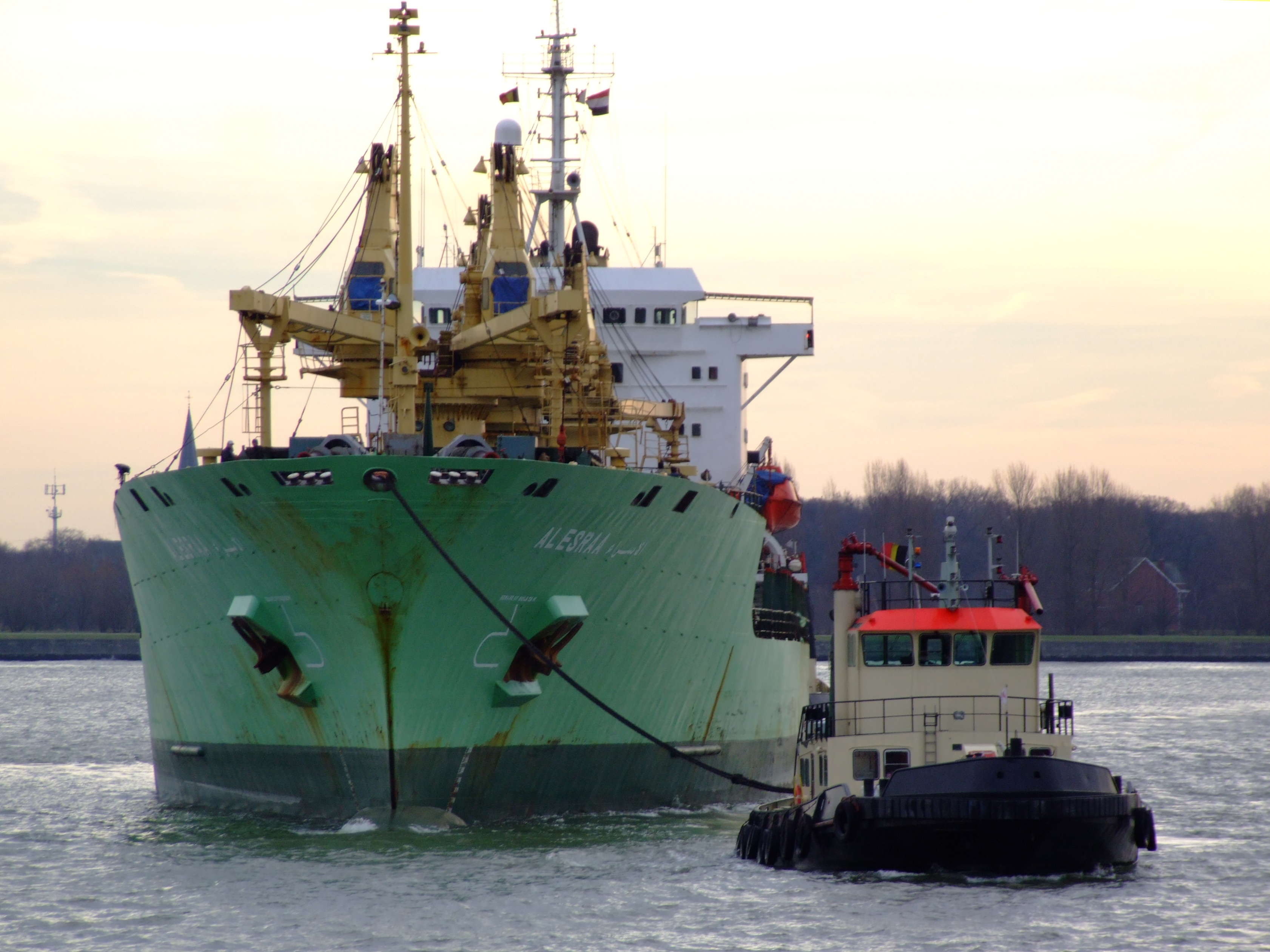
Sleepboot die een schip de haven van Antwerpen binnensleept

Een Tractor tug is een type havensleepboot die helpt met het manoeuvreren van grote zeeschepen in havens. Men spreekt over een sleepboot van het tractortype wanneer de voortstuwingsmiddelen onder het voorschip zijn geplaatst en het aangrijpingspunt van de trekkracht achteraan ligt. Deze sleepboot kan zowel worden voortgestuwd door een Voith-Schneider-propeller als door een Azimuth thruster.

## Kenmerken

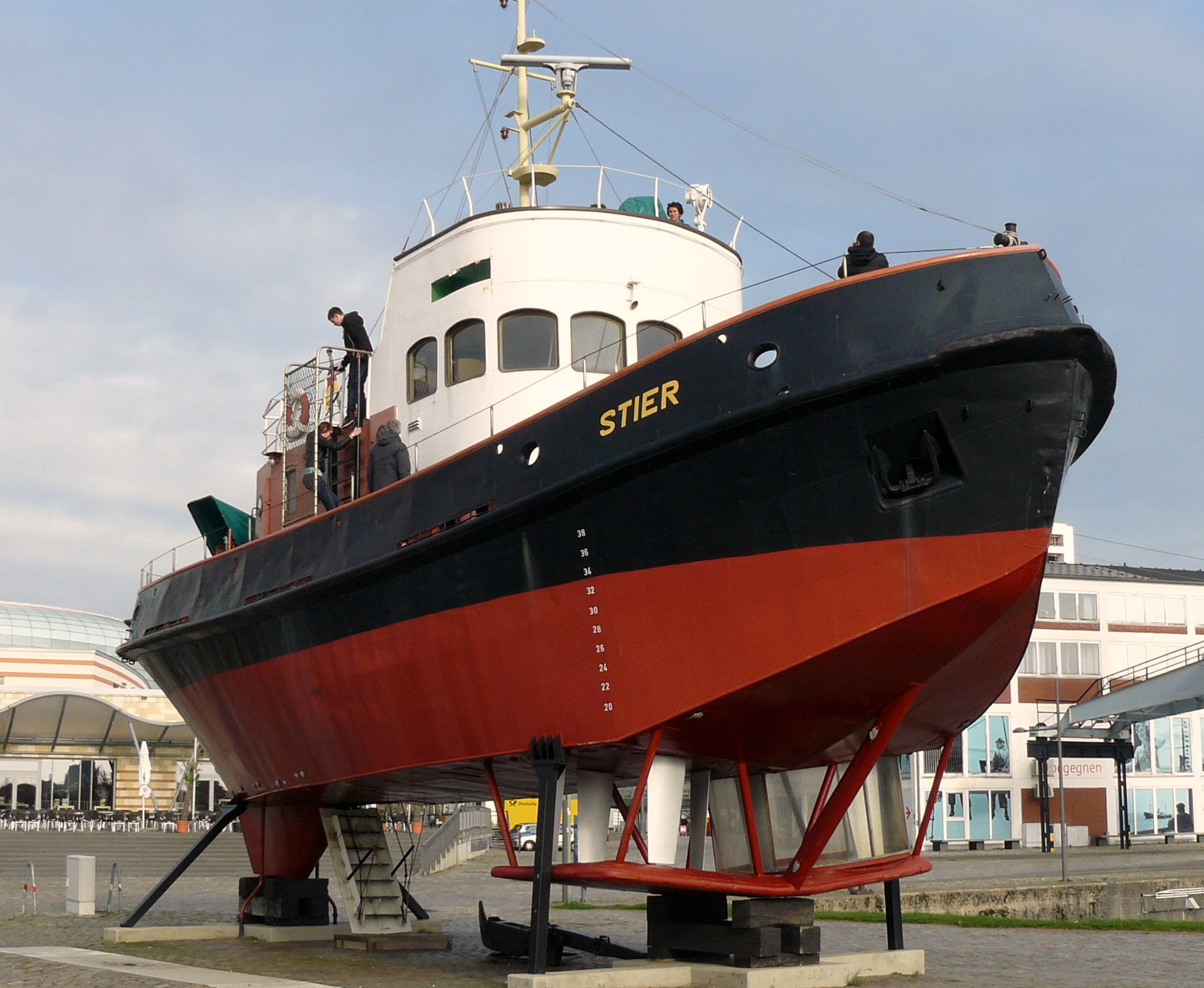
Havensleepboot Stier uitgerust met twee Voith-Schneider-propellers

Een tractortype sleepboot wordt voornamelijk gekenmerkt door een stabiel evenwicht tussen de naar voor gerichte voortstuwingskracht en de naar achter gerichte trekkracht in de sleeptros. De sleepboot zal dus steeds in de lijn van de sleeptros trekken, waardoor de kans op kapseizen bij het uitvoeren van sleepwerk zeer klein zal zijn. Deze sleeptros, ook wel sleeplijn genoemd, wordt vaak bevestigd op een sleeptrommel met een afstandsbediening op de brug. Zo kan de gebruiker heel precies de lengte van de sleeplijn aanpassen en controleren tijdens het slepen.
Wanneer dit type sleepboot zonder sleep op zee vaart heeft het snel last van een slechtere koersstabiliteit door de voorwaartse positie van de voortstuwingsmiddelen. Ter compensatie hiervan bevindt zich vaak een vin onderaan de romp achteraan het schip. Vooraan wordt meestal een bodemplaat geïnstalleerd ter bescherming van de schroeven bij aan de grond lopen.

### Voordelen
- Krachtig en betrouwbaar
- Volledige stuwkracht over 360 graden
- Snelle power-on response
- Uitstekende manoeuvreerbaarheid - kan zich heel snel herpositioneren indien nodig
- Simpele controle systemen
- Veel kleinere kans op kapseizen
- Kan veel effectiever de interactiekrachten met het gesleepte schip overwinnen

### Nadelen
- Hoge investeringskosten
- Moeilijkere besturing op open zee door de korte afstand tussen het draaipunt en de voortstuwingsmiddelen
- Veroorzaakt sneller schade aan het gesleepte schip, wanneer het er vlak naast ligt
- Grote diepgang, waardoor de snelheid trager is en de prestaties inzake trekkracht en vaart in ondiepe wateren negatief beïnvloed worden.